# Inta Omri

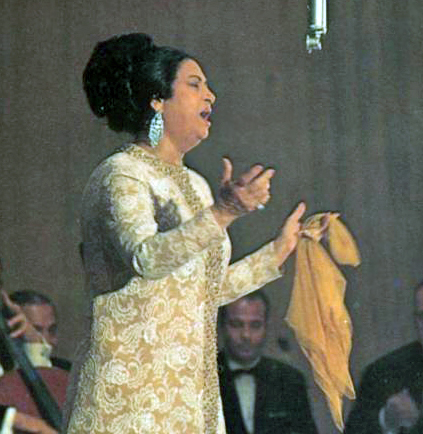
Umm Kalzum alrededor de 1968.

«Inta Omri» (en árabe: إنت عمري‎; también transliterado como Enta Oumri, Inta Omry o Ente Omry) es una canción popular egipcia de Umm Kalzum. Fue lanzada en febrero de 1964 por Sono Cairo Records.

## Composición y legado
La canción (literalmente «Tú eres mi vida») fue compuesta por el destacado músico egipcio Mohammad Abdel Wahab con letra del poeta egipcio Ahmad Sahafiq Kamel. La han cantado muchos cantantes, incluidas las cantantes egipcias Mai Farouk y Amal Maher, cuya voz se considera una de las más cercanas a la de Umm Kalzum. En España la popularizó el dúo Lole y Manuel en 1977, en un disco que por nombre lleva la firma de ambos en la portada. Está compuesta en maqam Kurd, que generalmente se usa para retratar sentimientos de libertad, romance y dulzura.